# Затмение (фильм, 2015)
«Затме́ние» (англ. Regression, исп. Regresión; название также переводилось как «Возвращение») — фильм испанского режиссёра Алехандро Аменабара. Мировая премьера состоялась 18 сентября 2015 на 63-м Международном кинофестивале в Сан-Себастьяне.

## Сюжет
Действие фильма разворачивается в Миннесоте в 1990 году. Детектив Брюс Кеннер расследует дело Джона Грея. После того, как его 17-летняя дочь Анжела написала на него жалобу в полицию, Джон сознается в совершённом им сексуальном насилии над ней. Однако при этом Джон не помнит, что делал это.
Полиция обращается за помощью к профессору Кеннету Рейнсу. Вместе с ним они используют экспериментальную технику восстановления памяти, чтобы вернуть воспоминания Джона. В результате одним из подозреваемых, который мог быть причастен к этому делу, становится коллега Брюса – детектив Джордж Несбитт.
Полиция задерживает Несбитта, но у них не получается найти какие-то существенные доказательства против него. Анжела рассказывает, что над ней совершали насилие какие-то люди в масках, и что кто-то это фотографировал. Основываясь на показаниях Анжелы, Брюс начинает подозревать, что к делу причастен некий сатанинский культ.
Брюс и профессор Кеннет встречаются с братом Анжелы, Роем Греем, который долгое время живёт отдельно от своих родных. Они используют метод регрессии, чтобы докопаться до его воспоминаний. Он вспоминает фигуры в капюшонах, которые входили в его комнату, когда он был ещё ребёнком. Брюс начинает подозревать, что их бабушка, Роуз Грей, была причастна ко всему этому, но после обыска в доме Греев он не находит ничего.
Тем временем Брюса начинают одолевать ночные кошмары, в которых он видит сатанинские ритуалы. Анжела рассказывает Брюсу, что культ хочет убить её. Она показывает Брюсу знак культа, оставленный на её теле, и предупреждает Брюса, что теперь культ будет охотиться и за ним. Она рассказывает ему, что до аварии её мать получала странные телефонные звонки и видела на улице странных людей, которые наблюдали за ней.
С Брюсом начинают происходить похожие вещи и у него учащаются кошмары. Роуз выпрыгивает из окна собственного дома, увидев призрачные фигуры. Брюс встречается с Анжелой на кладбище у церкви, чтобы успокоить её. После эмоционального всплеска Анжела целует Брюса. Шокированный Брюс оставляет её там и возвращается домой.
Брюс замечает рекламные плакаты на улице, на которых изображена женщина, которую он видел в своих кошмарах. Наконец он понимает, что вся история с якобы преследующим его культом сатанистов и связи с ними практически всех жителей городка - всего лишь плод его разыгравшегося воображения. Брюс рассказывает профессору Кеннету, что все эти воспоминания, о которых они узнали при помощи особой терапии, и вся ситуация в целом являются лишь результатом массовой истерии. Профессор поначалу не соглашается с его выводами, но постепенно он тоже приходит к мысли о том, что эти воспоминания не были реальными.
Вскоре на Брюса нападают двое в капюшонах, но выясняется, что это Джордж и другой сотрудник полиции, Фаррелл. Брюс задержал Джорджа по подозрению в растлении малолетних и тем самым разрушил его карьеру. Брюс предлагает Джорджу забыть об этом инциденте, если тот расскажет ему всё, что знает.
После разговора с Джорджем Брюс пытается вывести Анжелу на чистую воду, но та всё равно утверждает, что сказала правду. В итоге Брюс приходит к выводу, что она врала с самого начала, желая просто сбежать от своих родных, которых она считала кучкой пьяниц. Когда Брюс сообщает ей, что знает правду, она говорит, что ему никто не поверит, особенно, если она расскажет об их поцелуе на кладбище. Брюс всё рассказывает Джону, но тот всё равно решает понести наказание за то, чего не совершал. Джон хочет спасти Анжелу и надеется, что та простит его за то, что тот был плохим отцом.

## В ролях
- Эмма Уотсон — Анжела Грей
- Итан Хоук — детектив Брюс Кеннер
- Давид Денсик — Джон Грей
- Дэвид Тьюлис — профессор Кеннет Рейнс
- Девон Бостик — Рой Грей
- Аарон Эшмор — Джорж Несбитт
- Дейл Дикки — Роуз Грей
- Адам Бутчер — Броуди

## Производство
В октябре 2013 года было анонсировано, что Итан Хоук снимется в фильме Алехандро Аменабара В ноябре 2013 года The Weinstein Company приобрела права на распространение фильма в США. В феврале 2014 года Эмма Уотсон присоединилась к актёрскому составу. В марте стало известно, что Давид Денсик сыграет роль отца, которого обвиняют в насилии по отношению к дочери.
Съемки фильма начались 15 апреля 2014 года в Миссиссоге, Онтарио, Канада и закончились 10 июня.
Бюджет картины составил 20 млн долл.

## Маркетинг
12 февраля 2015 года был выпущен первый трейлер к фильму.

## Восприятие
Фильм получил негативные отзывы критиков. На сайте Rotten Tomatoes фильм получил рейтинг 14 % на основе 36 рецензий со средним баллом 4,2 из 10.